# Myrkur
Myrkur is een black metal/folk-project van de Deense zangeres Amalie Bruun. Myrkur heeft vier volledige studioalbums uitgebracht, evenals een live-album en twee EP's. Haar meest recente album, Spine, werd op 20 oktober 2023 uitgebracht via Relapse Records.

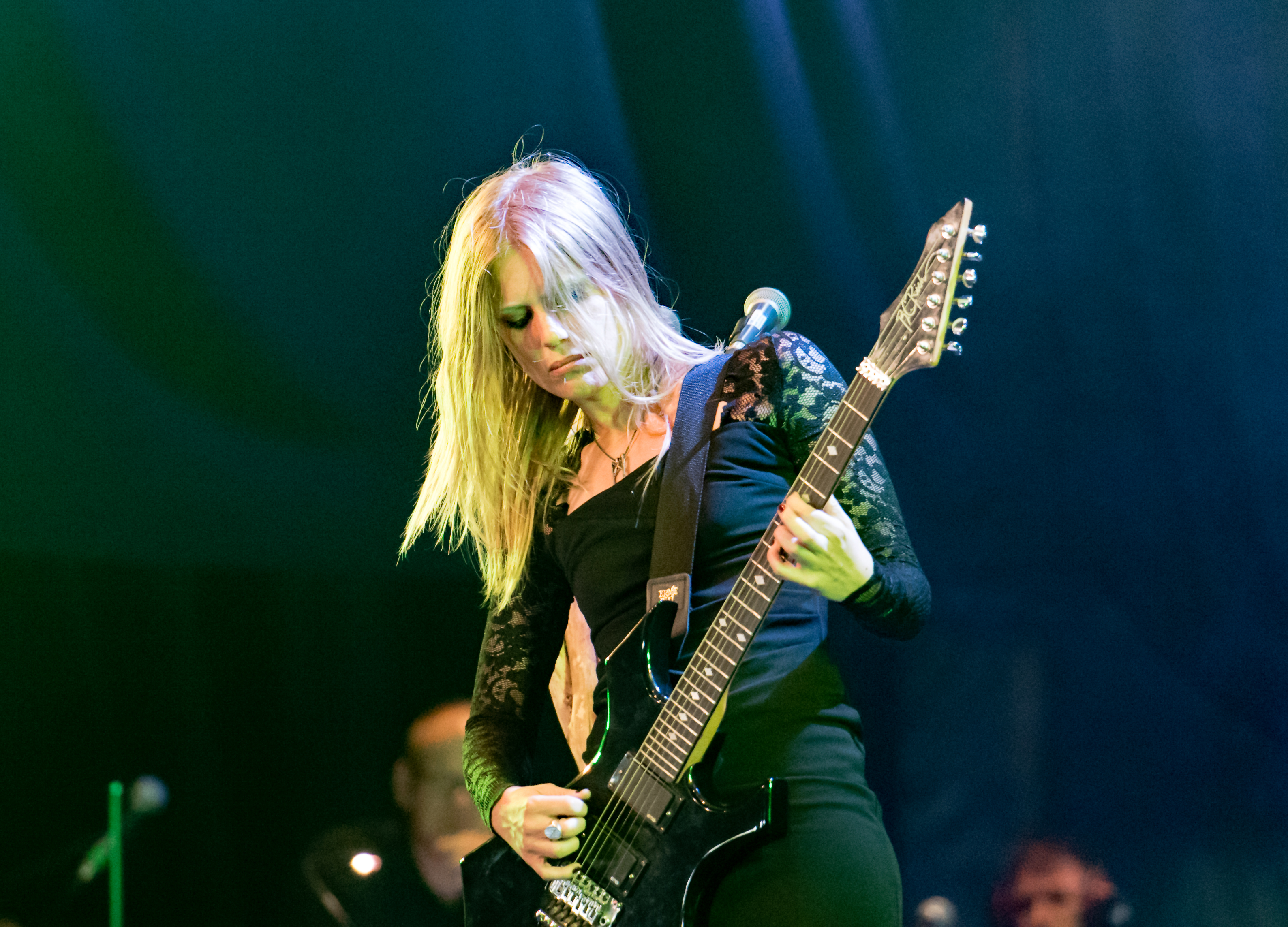
Myrkur, Wacken Open Air, 2016

De naam van het project komt van een IJslands woord dat 'duisternis' betekent. De muzikale invloeden van Myrkur variëren van traditionele Scandinavische folk tot black metal. Met name op de naamloze debuut-EP Myrkur en het eerste album M is de metal duidelijk aanwezig. De albums Mareridt en vooral Folkesange zijn meer folk-georiënteerd. Het laatste album Spine is meer elektronisch en combineert de black metal en folkinvloeden met indie-rock.

## Bandleden
Huidige bezetting
- Amalie Bruun – zang / multi-instrumentalist

Sessiemuzikanten
- Jeppe Skouv – basgitaar (vanaf 2016)
- Andreas Lynge – gitaar (vanaf 2016)
- Martin Haumann – drum (vanaf 2017)
- Om Rex Orale (Romero Frusciante[2]) – basgitaar (vanaf 2018)
- Ojete Mordaza II (Jaime Díaz-Otero[2]) – drum (vanaf 2018)
- Rider G Omega – gitaar (vanaf 2018)

## Discografie

### Studio-albums
- M (2015)
- Mareridt (2017)
- Folkesange (2020)
- Spine (2023)

### Soundtrack
- Ragnarok (2023)

### Live album
- Mausoleum (2016)

### EP's
- Myrkur (2014)
- Juniper (2018)